# Línea L20 (Montevideo)
La línea L20 es una línea de ómnibus local de Montevideo (Uruguay), que une la terminal Portones con el barrio Bañados de Carrasco en modalidad de circuito.

## Historia
Desde sus inicios su operación estaba a cargo de la compañía Cutcsa en conjunto con la cooperativa Raincoop, la cual en 2016 tras su cierre, dejó de estar a cargo de su operación. La línea seria desde ese entonces operada únicamente por la compañía Cutcsa. Esta línea tuvo diversas modificaciones en su recorrido original hasta que el 1° de marzo de 2021 se estableció su última modificación definitiva, aumentando también su frecuencia de 45 a 23 minutos. En julio de 2024, el servicio desde Portones a las 19:10 pasa por el Liceo Nº 20 Joaquín Torres García antes de retomar la calle Dra. Saldún de Rodríguez.

## Recorrido
Circula por el barrio de Carrasco Norte y la localidad de Bañados de Carrasco.
| Ida - Terminal Portones - Dra. Saldún de Rodríguez - Agustín Musso - Havre - Fedra - Cooper - Juan Pedro Beranger - Capri - Camino Carrasco - Camino Servando Gómez - Avenida Central de los Bañados - Camino Servando Gómez | Vuelta - Camino Servando Gómez - Camino Carrasco - Capri - Juan Pedro Beranger - Constancio Vigil - Avenida Horacio Acosta y Lara - General French - Avenida Italia - Avenida Bolivia - Terminal Portones |

## Paradas
| \| Código \| Parada \| Conexión \| \| ------ \| ----------------------------- \| -------- \| \| 4836 \| Av. Bolivia \| \| \| 4523 \| Gral. Máximo Tajes \| \| \| 4525 \| Dr. José F. Arias \| \| \| 4215 \| Dr. Agustín Musso \| \| \| 4440 \| Fedra \| \| \| 5647 \| Cooper \| \| \| 4497 \| Adolfo Lapuente \| \| \| 4499 \| Capri \| \| \| 5778 \| Dr. Álvaro Vargas Guillemette \| \| \| 5779 \| Cno. Gigantes \| \| \| 5785 \| Cno. Miguel C. Rubino \| \| \| 5781 \| Terminal Servando Gómez \| \| \| 5782 \| Miguel C. Rubino \| \| \| 5783 \| Cno. Gigantes \| \| \| 5784 \| Cno. Carrasco \| \| \| 4335 \| Edmundo Bianchi \| \| \| 4336 \| Santa Mónica \| \| \| 6589 \| 17 MTS A. Rosell \| \| \| 6590 \| R Baetghen \| \| \| 5650 \| Av. Horacio Acosta Y Lara \| \| \| 6591 \| Gral French \| \| \| 6594 \| Ing. Víctor Sudriers \| \| \| 4420 \| Gral. Máximo Tajes \| \| \| 6592 \| Av. Italia \| \| \| 2160 \| Dr. Alfredo Giribaldi Oddo \| \| \| 2161 \| Ing. Álvaro Correa Moreno \| \| \| 2162 \| Dr. E Blanco Acevedo \| \| \| 2163 \| Dr. Álvaro Vargas Guillemette \| \| \| 2164 \| Orleans \| \| \| 2165 \| Cooper \| \| \| 2166 \| Córcega \| \| \| 2167 \| Bolonia/LATU \| \| \| 2168 \| PORTONES \| \| |                               |          |
| Código | Parada                        | Conexión |
| 4836 | Av. Bolivia                   |          |
| 4523 | Gral. Máximo Tajes            |          |
| 4525 | Dr. José F. Arias             |          |
| 4215 | Dr. Agustín Musso             |          |
| 4440 | Fedra                         |          |
| 5647 | Cooper                        |          |
| 4497 | Adolfo Lapuente               |          |
| 4499 | Capri                         |          |
| 5778 | Dr. Álvaro Vargas Guillemette |          |
| 5779 | Cno. Gigantes                 |          |
| 5785 | Cno. Miguel C. Rubino         |          |
| 5781 | Terminal Servando Gómez       |          |
| 5782 | Miguel C. Rubino              |          |
| 5783 | Cno. Gigantes                 |          |
| 5784 | Cno. Carrasco                 |          |
| 4335 | Edmundo Bianchi               |          |
| 4336 | Santa Mónica                  |          |
| 6589 | 17 MTS A. Rosell              |          |
| 6590 | R Baetghen                    |          |
| 5650 | Av. Horacio Acosta Y Lara     |          |
| 6591 | Gral French                   |          |
| 6594 | Ing. Víctor Sudriers          |          |
| 4420 | Gral. Máximo Tajes            |          |
| 6592 | Av. Italia                    |          |
| 2160 | Dr. Alfredo Giribaldi Oddo    |          |
| 2161 | Ing. Álvaro Correa Moreno     |          |
| 2162 | Dr. E Blanco Acevedo          |          |
| 2163 | Dr. Álvaro Vargas Guillemette |          |
| 2164 | Orleans                       |          |
| 2165 | Cooper                        |          |
| 2166 | Córcega                       |          |
| 2167 | Bolonia/LATU                  |          |
| 2168 | PORTONES                      |          |